# Heart Made Up On You
Heart Made Up On You este al treilea EP al formației americane de pop rock, R5. A fost lansat pe data de 22 iulie 2014 prin Hollywood Records.

## Istorie
Formația a confirmat track-ul titular „Heart Made Up On You” ca single-ul principal de pe al treilea extended play al formației, care are același titlu, și a fost lansat pe data de 22 iulie 2014 via Hollywood Records. EP-ul Heart Made Up On You servește ca primul gust al celui de-al doilea album de studio al formației.

## Track listing
| Standard        |                         |         |  |
| Nr.             | Titlu                   | Lungime |  |
| 1.              | „Heart Made Up On You”  | 3:00    |  |
| 2.              | „Things Are Looking Up” | 3:05    |  |
| 3.              | „Easy Love”             | 3:54    |  |
| 4.              | „Stay With Me”          | 3:21    |  |
| Lungime totală: | Lungime totală:         | 13:20   |  |

## Recenzii
EP-ul a fost foarte lăudat de către Rachel Ho de la Musichel, care a lăudat formația pentru că au creat „un sunet indigen pentru R5”. Ea a mai adăugat „Cu Heart Made Up On You, R5 din nou au scos în evidență faptul că ei au atingerea magică a muzicii care va continua să îi ducă în top”. Vivian Pham de la Popdust i-a dat albumului patru din cinci stele, spunând că „R5 ne fac mereu să vrem mai mult”.

## Chart-uri
| Chart (2014)      | Poziție pe chart |
| ----------------- | ---------------- |
| SUA Billboard 200 | 36               |

## Istoricul de lansare
| Țara          | Datea         | Format(e) | Casă de discuri   |
| ------------- | ------------- | --------- | ----------------- |
| Statele Unite | 22 iulie 2014 | Standard  | Hollywood Records |
| Canada        | 22 iulie 2014 | Standard  | Hollywood Records |